# Lijst van Belgische gemeenten naar bestuurlijke indeling
Deze lijst geeft aan bij welke bestuurlijke entiteiten een Belgische gemeente ingedeeld is.

## Vlaams Gewest: 300 gemeenten
Meer informatie op de officiële website van Vlaanderen.

### Provincie Antwerpen: 69 gemeenten
Dit vormt ook het gerechtelijk arrondissement Antwerpen

#### Arrondissement Antwerpen

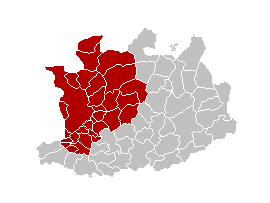
Arrondissement Antwerpen

| - Aartselaar - Antwerpen - Boechout - Boom - Borsbeek - Brasschaat - Brecht - Edegem | - Essen - Hemiksem - Hove - Kalmthout - Kapellen - Kontich - Lint - Malle | - Mortsel - Niel - Ranst - Rumst - Schelle - Schilde - Schoten | - Stabroek - Wijnegem - Wommelgem - Wuustwezel - Zandhoven - Zoersel - Zwijndrecht |

#### Arrondissement Mechelen

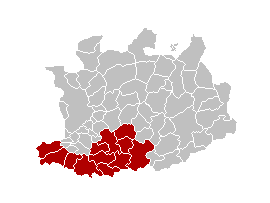
Arrondissement Mechelen

| - Berlaar - Bonheiden - Bornem - Duffel - Heist-op-den-Berg | - Herenthout - Hulshout - Lier - Mechelen - Nijlen | - Putte - Puurs-Sint-Amands - Sint-Katelijne-Waver - Willebroek |

#### Arrondissement Turnhout

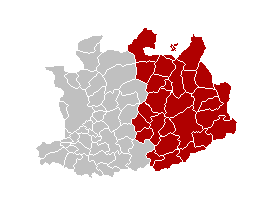
Arrondissement Turnhout

| - Arendonk - Baarle-Hertog - Balen - Beerse - Dessel - Geel - Grobbendonk | - Herentals - Herselt - Hoogstraten - Kasterlee - Laakdal - Lille - Meerhout | - Merksplas - Mol - Olen - Oud-Turnhout - Ravels - Retie - Rijkevorsel | - Turnhout - Vorselaar - Vosselaar - Westerlo |

### Provincie Limburg: 42 gemeenten
Dit vormt ook het gerechtelijk arrondissement Limburg

#### Arrondissement Hasselt

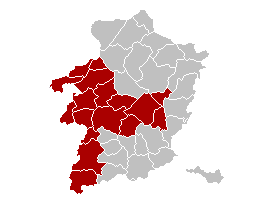
Arrondissement Hasselt

| - As - Beringen - Diepenbeek - Genk - Gingelom | - Halen - Ham - Hasselt - Herk-de-Stad | - Heusden-Zolder - Leopoldsburg - Lummen - Nieuwerkerken | - Sint-Truiden - Tessenderlo - Zonhoven - Zutendaal |

#### Arrondissement Maaseik

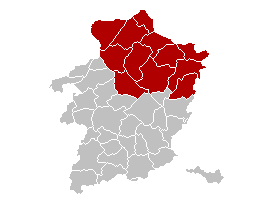
Arrondissement Maaseik

| - Bocholt - Bree - Dilsen-Stokkem | - Hamont-Achel - Hechtel-Eksel - Houthalen-Helchteren | - Kinrooi - Lommel - Maaseik | - Oudsbergen - Pelt - Peer |

#### Arrondissement Tongeren

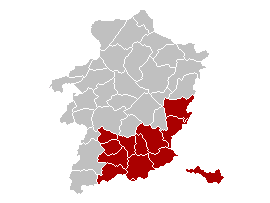
Arrondissement Tongeren

| - Alken - Bilzen - Borgloon - Heers | - Herstappe - Hoeselt - Kortessem | - Lanaken - Maasmechelen - Riemst | - Tongeren - Voeren - Wellen |

### ProvincieOost-Vlaanderen: 60 gemeenten
Dit vormt ook het gerechtelijk arrondissement Oost-Vlaanderen

#### Arrondissement Aalst

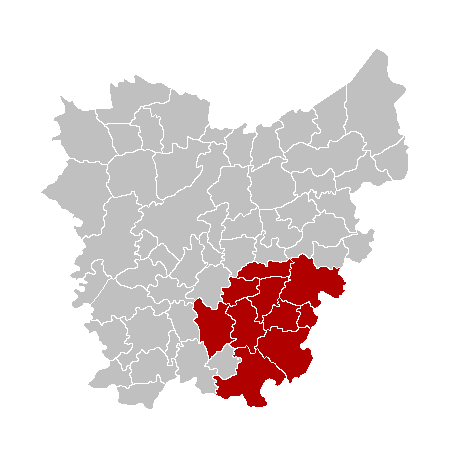
Arrondissement Aalst

| - Aalst - Denderleeuw - Erpe-Mere | - Geraardsbergen - Haaltert - Herzele | - Lede - Ninove | - Sint-Lievens-Houtem - Zottegem |

#### Arrondissement Dendermonde

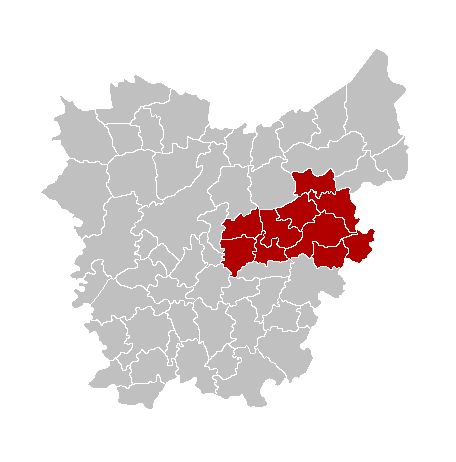
Arrondissement Dendermonde

| - Berlare - Buggenhout - Dendermonde | - Hamme - Laarne - Lebbeke | - Waasmunster - Wetteren | - Wichelen - Zele |

#### Arrondissement Eeklo

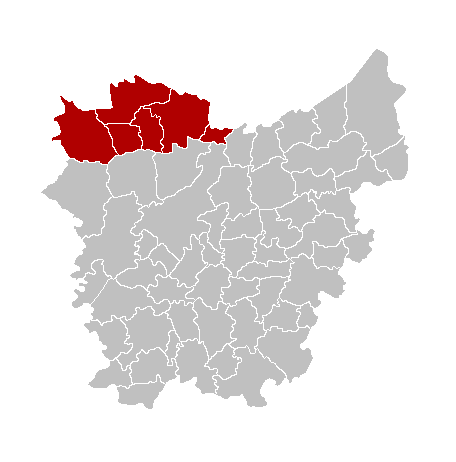
Arrondissement Eeklo

| - Assenede - Eeklo | - Kaprijke - Maldegem | - Sint-Laureins - Zelzate |

#### Arrondissement Gent

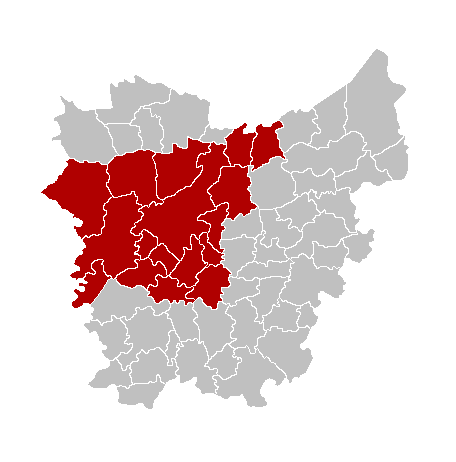
Arrondissement Gent

| - Aalter - De Pinte - Deinze - Destelbergen - Evergem | - Gavere - Gent - Lievegem - Lochristi | - Melle - Merelbeke - Moerbeke - Nazareth | - Oosterzele - Sint-Martens-Latem - Wachtebeke - Zulte |

#### Arrondissement Oudenaarde

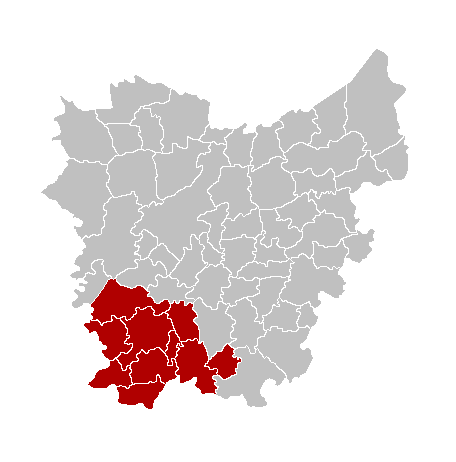
Arrondissement Oudenaarde

| - Brakel - Horebeke - Kluisbergen | - Kruisem - Lierde - Maarkedal | - Oudenaarde - Ronse | - Wortegem-Petegem - Zwalm |

#### Arrondissement Sint-Niklaas

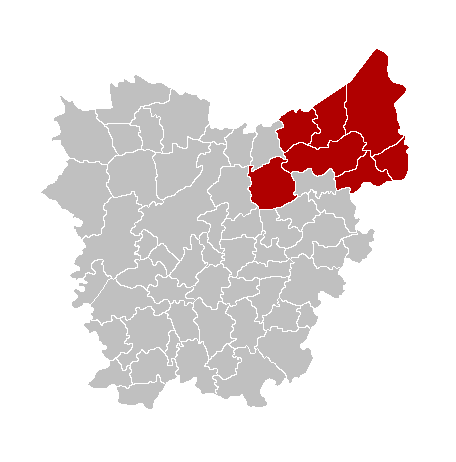
Arrondissement Sint-Niklaas

| - Beveren - Kruibeke | - Lokeren - Sint-Gillis-Waas | - Sint-Niklaas - Stekene | - Temse |

### Provincie West-Vlaanderen: 64 gemeenten
Dit is ook het gerechtelijk arrondissement West-Vlaanderen

#### Arrondissement Brugge

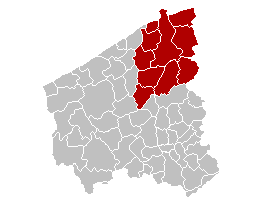
Arrondissement Brugge

| - Beernem - Blankenberge - Brugge | - Damme - Jabbeke - Knokke-Heist | - Oostkamp - Torhout | - Zedelgem - Zuienkerke |

#### Arrondissement Kortrijk

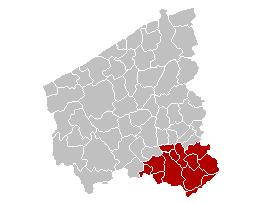
Arrondissement Kortrijk

| - Anzegem - Avelgem - Deerlijk | - Harelbeke - Kortrijk - Kuurne | - Lendelede - Menen - Spiere-Helkijn | - Waregem - Wevelgem - Zwevegem |

#### Arrondissement Diksmuide

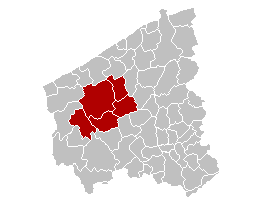
Arrondissement Diksmuide

| - Diksmuide - Houthulst | - Koekelare - Kortemark | - Lo-Reninge |

#### Arrondissement Oostende

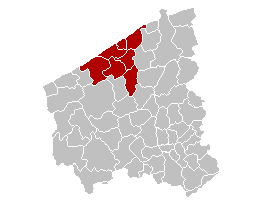
Arrondissement Oostende

| - Bredene - De Haan | - Gistel - Ichtegem | - Middelkerke - Oostende | - Oudenburg |

#### Arrondissement Roeselare

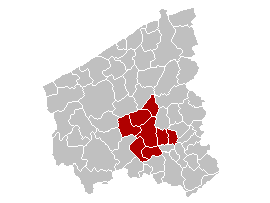
Arrondissement Roeselare

| - Hooglede - Ingelmunster | - Izegem - Ledegem | - Lichtervelde - Moorslede | - Roeselare - Staden |

#### Arrondissement Tielt

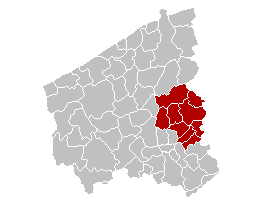
Arrondissement Tielt

| - Ardooie - Dentergem - Meulebeke | - Oostrozebeke - Pittem | - Ruiselede - Tielt | - Wielsbeke - Wingene |

#### Arrondissement Veurne

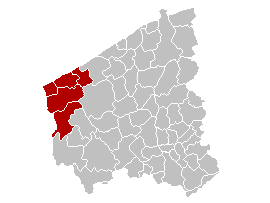
Arrondissement Veurne

| - Alveringem - De Panne | - Koksijde - Nieuwpoort | - Veurne |

#### Arrondissement Ieper

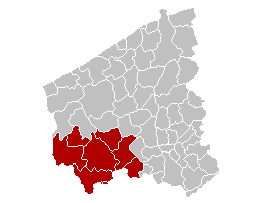
Arrondissement Ieper

| - Heuvelland - Ieper | - Langemark-Poelkapelle - Mesen | - Poperinge - Vleteren | - Wervik - Zonnebeke |

### Provincie Vlaams-Brabant: 65 gemeenten

#### Arrondissement Halle-Vilvoorde

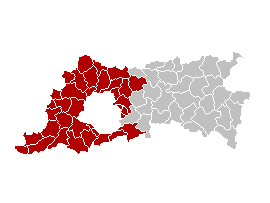
Arrondissement Halle-Vilvoorde

Samen met het Brussels Hoofdstedelijk Gewest vormt dit het gerechtelijk arrondissement Brussel (dat samenvalt met de voormalige kieskring Brussel-Halle-Vilvoorde)
| - Affligem - Asse - Beersel - Bever - Dilbeek - Drogenbos - Galmaarden - Gooik - Grimbergen | - Halle - Herne - Hoeilaart - Kampenhout - Kapelle-op-den-Bos - Kraainem - Lennik - Liedekerke - Linkebeek | - Londerzeel - Machelen - Meise - Merchtem - Opwijk - Overijse - Pepingen - Roosdaal - Sint-Genesius-Rode | - Sint-Pieters-Leeuw - Steenokkerzeel - Ternat - Vilvoorde - Wemmel - Wezembeek-Oppem - Zaventem - Zemst |

#### Arrondissement Leuven

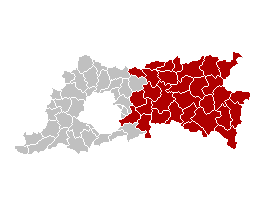
Arrondissement Leuven

Dit is ook het gerechtelijk arrondissement Leuven
| - Aarschot - Begijnendijk - Bekkevoort - Bertem - Bierbeek - Boortmeerbeek - Boutersem | - Diest - Geetbets - Glabbeek - Haacht - Herent - Hoegaarden - Holsbeek - Huldenberg | - Keerbergen - Kortenaken - Kortenberg - Landen - Leuven - Linter - Lubbeek - Oud-Heverlee | - Rotselaar - Scherpenheuvel-Zichem - Tervuren - Tielt-Winge - Tienen - Tremelo - Zoutleeuw |

## Waals Gewest: 262 gemeenten

### Provincie Henegouwen: 69 gemeenten
Dit vormt ook het gerechtelijk arrondissement Henegouwen

#### Arrondissement Aat

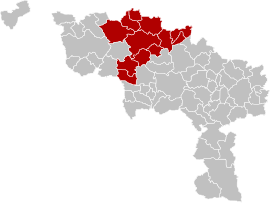
Arrondissement Aat

| - Aat/Ath - Belœil - Bernissart | - Brugelette - Chièvres - Edingen/Enghien | - Elzele/Ellezelles - Frasnes-lez-Anvaing - Lessen/Lessines | - Opzullik/Silly - Vloesberg/Flobecq |

#### Arrondissement Charleroi

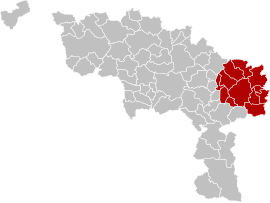
Arrondissement Charleroi

| - Aiseau-Presles - Chapelle-lez-Herlaimont - Charleroi - Châtelet | - Courcelles - Farciennes - Fleurus - Fontaine-l'Evêque | - Gerpinnes - Les Bons Villers - Montigny-le-Tilleul - Pont-à-Celles |

#### Arrondissement Bergen

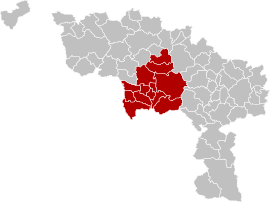
Arrondissement Bergen

| - Bergen/Mons - Boussu - Colfontaine - Dour | - Frameries - Hensies - Honnelles | - Jurbeke/Jurbise - Lens - Quaregnon | - Quiévrain - Quévy - Saint-Ghislain |

#### Arrondissement La Louvière

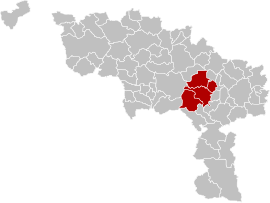
Arrondissement La Louvière

| - Binche - Estinnes | - La Louvière - Morlanwelz |

#### Arrondissement Zinnik

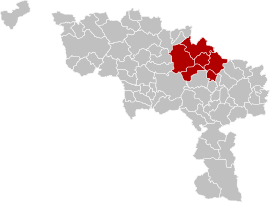
Arrondissement Zinnik

| - 's-Gravenbrakel/Braine-le-Comte - Écaussinnes | - Le Rœulx - Manage | - Seneffe - Zinnik/Soignies |

#### Arrondissement Thuin

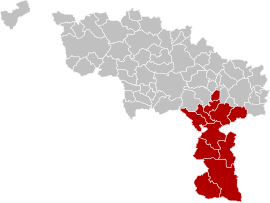
Arrondissement Thuin

| - Anderlues - Beaumont - Chimay | - Erquelinnes - Froidchapelle - Ham-sur-Heure-Nalinnes | - Lobbes - Merbes-le-Château - Momignies | - Sivry-Rance - Thuin |

#### Arrondissement Doornik-Moeskroen

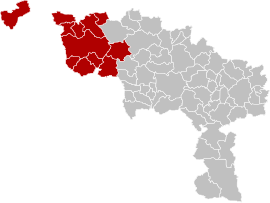
Arrondissement Doornik-Moeskroen

| - Antoing - Brunehaut - Celles | - Doornik/Tournai - Estaimpuis - Komen-Waasten/Comines-Warneton | - Leuze-en-Hainaut - Moeskroen/Mouscron - Mont-de-l'Enclus | - Pecq - Péruwelz - Rumes |

### Provincie Luik: 84 gemeenten
Deze provincie omvat twee gerechtelijke arrondissementen: Luik en Eupen (Dat samenvalt met de Duitstalige Gemeenschap)

#### Arrondissement Hoei

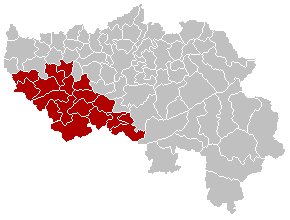
Arrondissement Hoei

| - Amay - Anthisnes - Burdinne - Clavier - Engis | - Ferrières - Hamoir - Héron - Hoei | - Marchin - Modave - Nandrin - Ouffet | - Tinlot - Verlaine - Villers-le-Bouillet - Wanze |

#### Arrondissement Luik

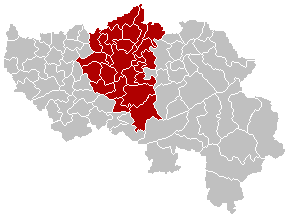
Arrondissement Luik

| - Ans - Awans - Aywaille - Beyne-Heusay - Bitsingen/Bassenge - Blegny - Chaudfontaine | - Comblain-au-Pont - Dalhem - Esneux - Flémalle - Fléron - Grâce-Hollogne | - Herstal - Juprelle - Luik/Liège - Neupré - Oupeye | - Saint-Nicolas - Seraing - Soumagne - Sprimont - Trooz - Wezet/Visé |

#### Arrondissement Verviers

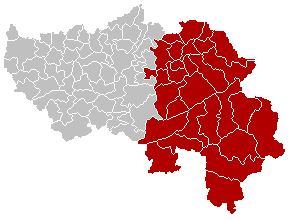
Arrondissement Verviers

| - Amel - Aubel - Baelen - Büllingen - Burg-Reuland - Bütgenbach - Dison - Eupen | - Herve - Jalhay - Kelmis - Lierneux - Limburg/Limbourg - Lontzen - Malmedy | - Olne - Pepinster - Plombières - Raeren - Sankt Vith - Spa - Stavelot | - Stoumont - Theux - Thimister-Clermont - Trois-Ponts - Verviers - Weismes - Welkenraedt |

#### Arrondissement Borgworm

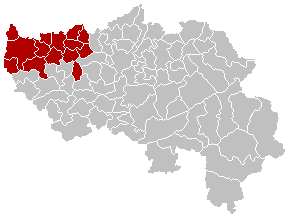
Arrondissement Borgworm

| - Berloz - Borgworm/Waremme - Braives - Crisnée | - Donceel - Faimes - Fexhe-le-Haut-Clocher - Geer | - Hannuit/Hannut - Lijsem/Lincent - Oerle/Oreye | - Remicourt - Saint-Georges-sur-Meuse - Wasseiges |

### Provincie Luxemburg: 44 gemeenten
Dit vormt ook het gerechtelijk arrondissement Luxemburg

#### Arrondissement Aarlen

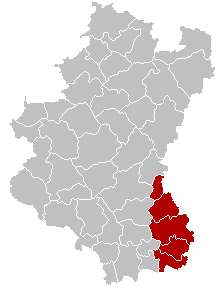
Arrondissement Aarlen

| - Aarlen/Arlon - Attert | - Aubange - Martelange | - Messancy |

#### Arrondissement Bastenaken

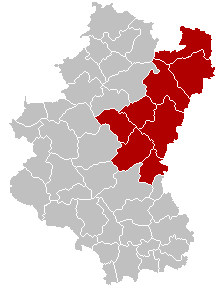
Arrondissement Bastenaken

| - Bastenaken/Bastogne - Bertogne | - Fauvillers - Gouvy | - Houffalize - Sainte-Ode | - Vaux-sur-Sûre - Vielsalm |

#### Arrondissement Marche-en-Famenne

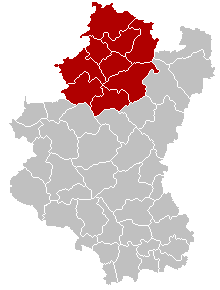
Arrondissement Marche-en-Famenne

| - Durbuy - Erezée - Hotton | - La Roche-en-Ardenne - Manhay | - Marche-en-Famenne - Nassogne | - Rendeux - Tenneville |

#### Arrondissement Neufchâteau

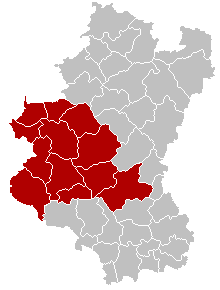
Arrondissement Neufchâteau

| - Bertrix - Bouillon - Daverdisse | - Herbeumont - Léglise - Libin | - Libramont-Chevigny - Neufchâteau - Paliseul | - Saint-Hubert - Tellin - Wellin |

#### Arrondissement Virton

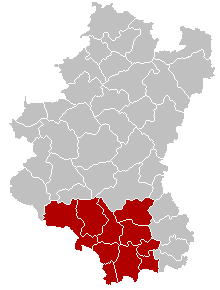
Arrondissement Virton

| - Chiny - Etalle - Florenville | - Habay - Meix-devant-Virton - Musson | - Rouvroy - Saint-Léger | - Tintigny - Virton |

### Provincie Namen: 38 gemeenten
Dit vormt ook het gerechtelijk arrondissement Namen

#### Arrondissement Dinant

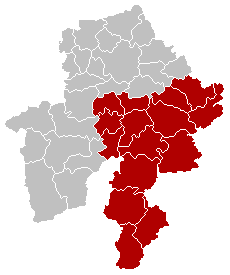
Arrondissement Dinant

| - Anhée - Beauraing - Bièvre - Ciney | - Dinant - Gedinne - Hamois - Hastière | - Havelange - Houyet - Onhaye - Rochefort | - Somme-Leuze - Vresse-sur-Semois - Yvoir |

#### Arrondissement Namen

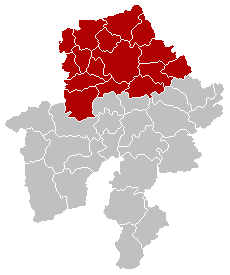
Arrondissement Namen

| - Andenne - Assesse - Eghezée - Fernelmont | - Floreffe - Fosses-la-Ville - Gembloers/Gembloux - Gesves | - Jemeppe-sur-Sambre - La Bruyère - Mettet - Namen/Namur | - Ohey - Profondeville - Sambreville - Sombreffe |

#### Arrondissement Philippeville

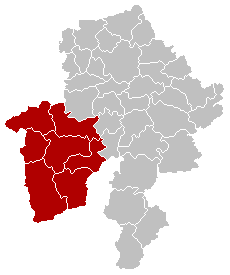
Arrondissement Philippeville

| - Cerfontaine - Couvin | - Doische - Florennes | - Philippeville - Viroinval | - Walcourt |

### Provincie Waals-Brabant: 27 gemeenten
Dit vormt ook het gerechtelijk arrondissement Waals-Brabant

#### Arrondissement Nijvel

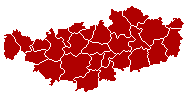
Arrondissement Nijvel

| - Bevekom/Beauvechain - Chastre - Chaumont-Gistoux - Court-Saint-Étienne - Eigenbrakel/Braine-l'Alleud - Geldenaken/Jodoigne | - Genepiën/Genappe - Graven/Grez-Doiceau - Hélécine - Incourt - Itter/Ittre - Kasteelbrakel/Braine-le-Château | - Lasne - Mont-Saint-Guibert - Nijvel/Nivelles - Orp-Jauche - Ottignies-Louvain-la-Neuve - Perwijs/Perwez - Ramillies | - Rebecq - Rixensart - Terhulpen/La Hulpe - Tubeke/Tubize - Villers-la-Ville - Walhain - Waterloo - Waver/Wavre |

## Brussels Hoofdstedelijk Gewest: 19 gemeenten

### Arrondissement Brussel-Hoofdstad

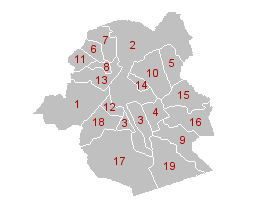
Brussels Hoofdstedelijk Gewest

Samen met het arrondissement Halle-Vilvoorde vormt dit het gerechtelijk arrondissement Brussel: zie Brussel-Halle-Vilvoorde
| - Anderlecht - Brussel/Bruxelles - Elsene/Ixelles - Etterbeek - Evere - Ganshoren - Jette | - Koekelberg - Oudergem/Auderghem - Schaarbeek/Schaerbeek - Sint-Agatha-Berchem/Berchem-Sainte-Agathe - Sint-Gillis/Saint-Gilles - Sint-Jans-Molenbeek/Molenbeek-Saint-Jean | - Sint-Joost-ten-Node/Saint-Josse-ten-Noode - Sint-Lambrechts-Woluwe/Woluwe-Saint-Lambert - Sint-Pieters-Woluwe/Woluwe-Saint-Pierre - Ukkel/Uccle - Vorst/Forest - Watermaal-Bosvoorde/Watermael-Boitsfort |